# Parantica samsoni
Parantica samsoni är en fjärilsart som beskrevs av Ackery, Taylor och Renevier. Parantica samsoni ingår i släktet Parantica och familjen praktfjärilar. Inga underarter finns listade i Catalogue of Life.